# Château de Beaumont (Ain)
Pour les articles homonymes, voir Château de Beaumont.
Le château de Beaumont est un château français du XIXe siècle qui se dresse sur la commune de Saint-Étienne-sur-Chalaronne dans le département de l'Ain et la région Auvergne-Rhône-Alpes. Il a succédé à un château fort du Moyen Âge élevé sur motte cité en 1330 et rasé vers 1853.
Les écuries en totalité, les façades et toitures du château, le puits, le potager, sa clôture et ses pavillons, la motte castrale, l'ensemble du parcellaire à l'exception du terrain de tennis font l’objet d’une inscription au titre des monuments historiques par arrêté du 5 juillet 2006.

## Histoire
Un premier château élevé sur une motte castrale est cité vers 1330. Le fief possédé en toute justice, avec le château, est donné à cette date à Étienne de Laye, par le sire de Beaujeu. En 1372, il est la possession de Pierre de Marmont, et en 1374, celle de Fromentin du Saix, dans la famille duquel il reste jusqu'à Lionnet du Saix, qui le laisse à Claudine de Ponceton, sa veuve, laquelle en fait don, le 15 avril 1571, à son neveu Lionnet de Challes. Ce dernier le vend à Daniel Gilles, seigneur de Montezan, sur qui il est saisi et adjugé, en mars 1626, à Abraham Valier, conseiller au parlement de Dombes.
La terre de Beaumont passe successivement ensuite aux familles Janin, de la Garde, Joli de Choin, Collabau et Trollier. En 1759, Jean-Baptiste Trollier, écuyer, la vend aux enfants mineurs de feu Louis-Hector de Cholier, chevalier, comte de Cibeins, qui le possédaient encore en 1789. 
Plusieurs fois remanié, le château sera transformé vers 1853 pour faire place à un nouvel édifice au XIXe siècle.